# Travesía
Travesía, znana tudi kot Ulua-Yoja s, je pomembno predkolumbovsko arheološko najdišče v dolini reke Ulua v Hondurasu. Mesto je doseglo največjo velikost v pozni klasiki (500–850), vendar je bilo ustanovljeno prej. Kako zgodaj, ne vemo zaradi uničenja najdišča v 20. stoletju in poznejšega plenjenja, da bi našli kose za cvetoči trg nezakonitih starin. Je v departmaju Cortés jugovzhodno od San Pedra Sule in ga ne smemo zamenjevati s sodobnim mestom Travesía na karibski obali.
Doris Stone je izkopavala v središču mesta Travesía. Njene fotografije teh izkopavanj je mogoče najti v foto arhivu muzeja Peabody na univerzi Harvard. Nekaj tega, kar je našla, je objavljeno v njeni knjigi Arheologija severne obale Hondurasa (1941).
Samo mesto je znano po bogati polikromirani keramiki Ulua, zlasti po posodah iz marmorja Ulua. Christina Luke je preučevala marmorne posode v svoji disertaciji na Univerzi Cornell in njeno poročilo, navedeno spodaj na spletni strani FAMSI.
Raziskave Rusa Sheptaka leta 1981 z uporabo zračnih fotografij so pokazale, da je mesto očitno sestavljeno iz 3 velikih dvignjenih ploščadi več kot 100 metrov na strani. Ena od teh ploščadi je vsebovala mestno središče, trg in igrišče za žogo iz klesane kamnite arhitekture in mavca. Tu je izkopavala Doris Stone. Druge platforme niso preiskovale. V štiridesetih letih 20. stoletja je bilo mesto uničeno kot del projekta izravnave polj za sajenje sladkornega trsa. Kasneje je bilo mesto močno izropano, da bi zbrali polikromirane lonce in marmorne posode, cenjene na nacionalnem in mednarodnem trgu starin.
Do leta 2004 so se redno pojavljale v prodaji na spletnih mestih, kot so eBay, Christie's in Sotheby's. Arheologi so poskušali opraviti testna izkopavanja v Travesiji, da bi dobili informacije o tem, kako daleč nazaj je bila naseljena, vendar se pogosto končajo s ponovnim izkopavanjem roparske jame in ne nedotaknjene zemlje. Leta 2002 je v pismu ZDA Cultural Property Advisory Committee (CPAC), predsednik Društva za ameriško arheologijo (SAA), je ugotovil, da je "... glavno središče Travesie skoraj izginilo z zemljevida pod roparsko lopato." Marca 2004 je ZDA Vlada je uvedla uvozne omejitve za vse predkolumbovske honduraške materiale, ki so bili kaznovani z zakonom za krajo honduraške zgodovinske dediščine.